# Insenatura di Hetta
L'insenatura di Hetta (Hetta Inlet) è un profondo fiordo che si trova nell'Arcipelago di Alessandro Arcipelago Alexander) nell'Alaska sud-orientale (Stati Uniti d'America).

## Etimologia
Il nome dell'insenature è stato riportato da J.F. Moser (dipendente della United States Navy) nel 1897 ed è stato pubblicato nel 1899 da parte della United States Geological Survey.

## Dati fisici
L'insenatura si trova nella foresta Nazionale di Tongass (Tongass National Forest) e amministrativamente fa parte del Census Area di Prince of Wales-Hyder. Inizialmente divide l'isola di Sukkwan dall'isola Principe di Galles, ma poi s'inoltra profondamente nell'isola "Principe di Galles". L'insenatura nasce a sud dalla baia di Cordova (Cordova Bay) con la quale si collega all'Oceano Pacifico.

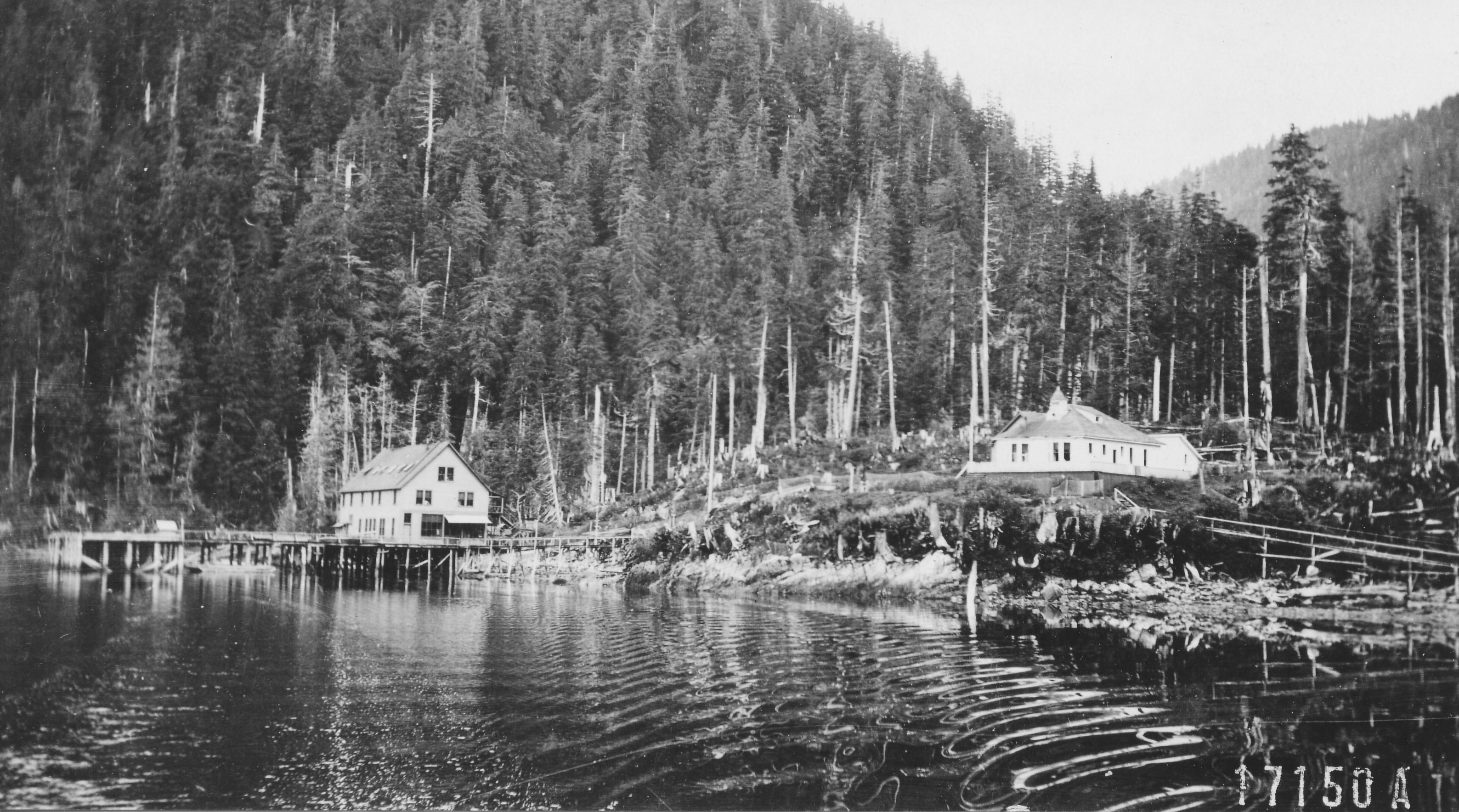
Sulzer

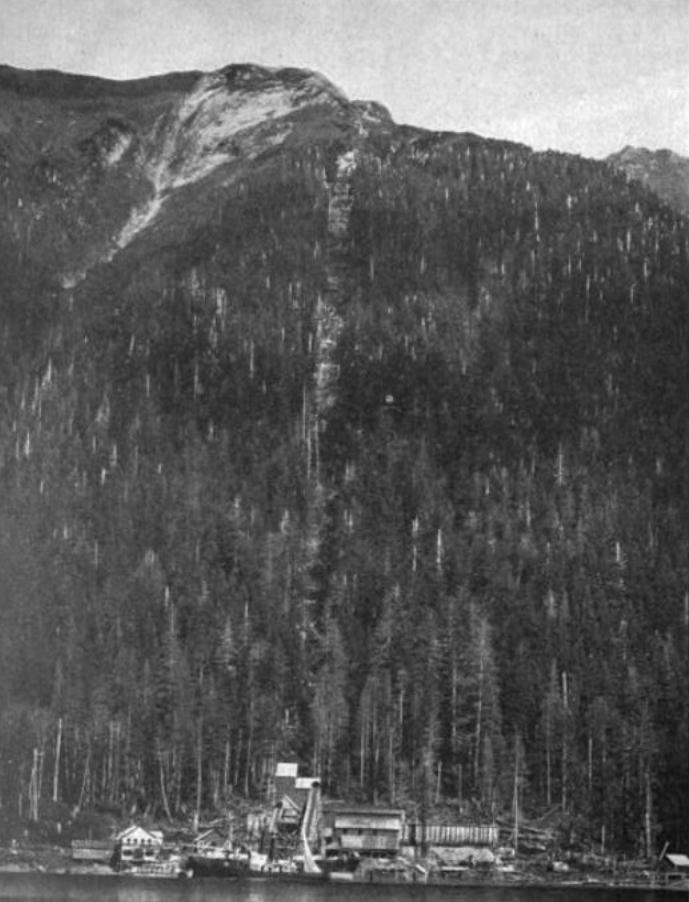
Coppermount

### Isole dell'insenatura
Nell'insenatura sono presenti le seguenti principali isole (da sud):
- Isola di Flat (Flat Island)[5] 55°05′30″N 132°41′40″W - L'isola si trova all'entrata sud dell'insenatura.
- Isola di Blanket (Blanket Island)[6] 55°07′55″N 132°42′35″W - L'isola, lunga 4,5 chilometri, si trova all'entrata dello stretto di Sukkwan (Sukkwan Strait).
- Isola di Jumbo (Jumbo Island)[7] 55°14′43″N 132°39′50″W - L'isola si trova in prossimità della baia di Deer (Deer Bay).
- Isola di Dell (Dell Island)[8] 55°15′59″N 132°39′23″W - L'isola ha una elevazione di 10 metri.
- Isola di Gould (Gould Island)[9] 55°16′47″N 132°36′10″W - L'isola, lunga 2,4 chilometri e con una elevazione di 110 metri, si trova nella parte più interna dell'insenatura.

### Baie e altre masse d'acqua
Nell'insenatura sono presenti le seguenti principali masse d'acqua (da sud):
- Baia di Mud (Mud Bay)[10] 55°05′03″N 132°37′38″W
- Baia di Alder (Alder Cove)[11] 55°06′11″N 132°37′34″W - La baia, ampia 480 metri, ha una elevazione di 3 metri.
- Stretto di Sukkwan (Sukkwan Strait)[12] 55°09′37″N 132°45′26″W - Lo stretto divide l'isola "Principe di Galles" dall'isola di Sukkwan (Sukkwan Island).
- Insenatura di Eek (Eek Inlet)[13] 55°09′06″N 132°39′44″W - L'insenatura è lunga 1,6 chilometri.
  - Baia di Hetta (Hetta Cove)[14] 55°10′12″N 132°35′06″W - La parte terminale dell'insenatura è in collegamento con il lago Hetta (Hetta Lake) tramite alcune brevi rapide (dislivello di cira 10 metri).
- Baia di Copper (Copper Harbor)[15] 55°12′44″N 132°37′13″W - La baia è lunga 1,6 chilometri.
- Baia di Deer (Deer Bay)[16] 55°14′18″N 132°40′54″W - La baia, lunga 3,2 chilometri, si trova di fronte all'isola di Jumbo (Jumbo Island).
- Canale di Sulzer (Sulzer Passage)[17] 55°17′10″N 132°36′23″W - Il canale divide l'isola "Principe di Galles" dalla parte settentrionale dell'isola di Gould (Gould Island).
- Canale di Gould (Gould Passage)[18] 55°16′32″N 132°36′19″W - Il canale, lungo 2 chilometri, divide l'isola "Principe di Galles" dalla parte meridionale dell'isola di Gould (Gould Island).
- Baia di Portage (Portage Bay)[19] 55°16′52″N 132°34′19″W - La baia conclude il fiordo di Hetta e raccoglie le acque del fiume Portage (Portage Creek).

### Promontori
Nell'insenatura sono presenti i seguenti promontori (da sud):
- Lato orientale (sull'isola "Principe di Galles"):
  - Promontorio di Lime (Lime Point)[20] 55°03′17″N 132°37′41″W - Il promontorio, che ha una elevazione di 43 metri, divide l'insenatura di Hetta (Hetta Inlet) dall'insenatura di Nutkwa (Nutkwa Inlet).
  - Promontorio di Hetta (Hetta Point)[21] 55°10′23″N 132°35′25″W - Il promontorio, che ha una elevazione di 125 metri, si trova all'interno dell'insenatura di Hetta (Hetta Inlet) e all'entrata della baia di Hetta (Hetta Cove).
  - Promontorio di Simmons (Simmons Point)[22] 55°12′18″N 132°37′25″W - Il promontorio, che ha una elevazione di 53 metri, si trova all'entrata della baia di Copper (Copper Harbor).
  - Promontorio di Corbin (Corbin Point)[23] 55°14′06″N 132°39′10″W - Il promontorio, che ha una elevazione di 57 metri, si trova in prossimità dell'isola di Jumbo (Jumbo Island).

- Lato occidentale:
  - Promontorio di Round (Round Point)[24] 55°07′29″N 132°41′18″W - Il promontorio, con una elevazione di 2 metri, si trova sull'isola di Blanket (Blanket Island) all'entrata meridionale dello stretto di Sukkwan (Sukkwan Strait).
  - Promontorio di Eek (Eek Point)[25] 55°08′27″N 132°39′55″W - Il promontorio si trova all'entrata meridionale dello stretto di Sukkwan (Sukkwan Strait) e si trova sull'isola "Principe di Galles".

### Fiumi
Elenco di alcuni fiumi immissari dell'insenatura (si trovano tutti sull'isola "Principe di Galles"):
- Fiume Perry (Perry Creek)[26] 55°16′30″N 132°40′14″W - Il fiume sfocia nella parte più interna dell'insenatura di Hetta.
- Fiume Beaver (Beaver Creek)[27] 55°17′06″N 132°37′18″W - Il fiume è tributario del canale di Sulzer (Sulzer Passage) di fronte all'isola di Gould (Gould Island).
- Fiume Bully Boy (Bully Boy Creek)[28] 55°16′30″N 132°35′36″W - Il fiume, lungo 3,7 chilometri, è tributario della baia di Portage (Portage bay) di fronte all'isola di Gould (Gould Island). Nasce dal monte Jumbo (Mount Jumbo).
- Fiume Portage (Portage Creek)[29] 55°16′36″N 132°32′43″W - Il fiume è tributario della baia di Portage (Portage Bay) di fronte all'isola di Gould (Gould Island). Nasce dal monte Beaver (Beaver Mountain).
- Fiume Jumbo (Jumbo Creek)[30] 55°14′25″N 132°39′14″W - Il fiume è tributario dell'insenatura di Hetta (Hetta Intel) di fronte all'isola di Jumbo (Jumbo Island). Nasce dal bacino del monte Jumbo (Jumbo Mount).
- Fiume Reynolds (Reynolds Creek)[31] 55°12′53″N 132°36′17″W - Il fiume è tributario della baia di Copper (Copper Harbor) e nasce dal lago di Mellen (Mellen Lake).
- Fiume Wright (Wright Creek)[32] 55°11′51″N 132°36′38″W - Il fiume nasce nei pressi del monte Hetta (Hetta Mountain).